# Prawo atomowe w Polsce
Prawo atomowe w Polsce – zespół przepisów prawnych regulujących produkcję i wykorzystanie energii jądrowej oraz bezpieczeństwo jądrowe i ochronę radiologiczną w Polsce.

## Uregulowania krajowe

### Państwowa Agencja Atomistyki
Jednym z pierwszych krajowych uregulowań w Polsce, dotyczących prawa atomowego, było utworzenie Państwowej Agencji Atomistyki ustawą z 27 lutego 1982 roku. Ustawa ta utraciła moc wraz z wejściem w życie ustawy o Prawie atomowym w 1986 roku, gdyż przepisy o PAA włączono do tego uregulowania. Ten sam zabieg powtórzono przy nowej ustawie z 2000 roku.

### Ustawa Prawo atomowe
Normy prawa w Polsce opierają się głównie na Ustawie z dnia 29 listopada 2000 roku – Prawo atomowe. Konstrukcyjnie opiera się ona na wcześniejszej ustawie z 1986 roku. Przyczyną powstania nowego aktu prawnego było dostosowanie prawa Polskiego do norm międzynarodowych. Przedmiotem tego aktu jest bezpieczeństwo oraz ochrona życia i zdrowia ludzi oraz bezpieczeństwo mienia i ochrona środowiska, a także odpowiedzialność cywilna. Do tej ustawy istnieje wiele rozporządzeń wykonawczych, które regulują między innymi ochronę fizyczną materiałów jądrowych i obiektów jądrowych, szczegółowe warunki bezpiecznej pracy ze źródłami promieniowania jonizującego, a także tworzą plan postępowania awaryjnego w przypadku zdarzeń radiacyjnych. W art. 3 zamieszczono wiele definicji ustawowych (72) np. odpadów promieniotwórczych, materiałów jądrowych czy promieniowania jonizującego.
W maju 2011 roku Sejm dokonał zmiany ustawy Prawo atomowe w celu ujednolicenia i dostosowania przepisów do wymogów Europejskiej Wspólnoty Energii Atomowej.

## Uregulowania międzynarodowe
Dodatkowo w Polsce obowiązują umowy międzynarodowe. Należą między innymi do nich:
- Konwencja Międzynarodowej Organizacji Pracy Nr 115 dotycząca ochrony pracowników przed promieniowaniem jonizującym podpisana w Genewie 22 czerwca 1960 r.[9]
- Konwencja Wiedeńska o odpowiedzialności cywilnej za szkodę jądrową, sporządzona w Wiedniu dnia 21 maja 1963 r.[10]
- Konwencja o wczesnym powiadamianiu o awarii jądrowej, sporządzona w Wiedniu dnia 26 września 1986 r.[11]
- Wspólny protokół dotyczący stosowania Konwencji wiedeńskiej i Konwencji paryskiej (o odpowiedzialności za szkody jądrowe), sporządzony w Wiedniu dnia 21 września 1988 r.[12]
- Konwencja o pomocy w przypadku awarii jądrowej lub zagrożenia radiologicznego, sporządzona w Wiedniu dnia 26 września 1986 r.[13]
- Wspólna Konwencja bezpieczeństwa w postępowaniu z wypalonym paliwem jądrowym i bezpieczeństwa w postępowaniu z odpadami promieniotwórczymi, sporządzona w Wiedniu dnia 5 września 1997 r.[14]
- Konwencja bezpieczeństwa jądrowego, sporządzona w Wiedniu dnia 20 września 1994 r.[15]
- Konwencja o ochronie fizycznej materiałów jądrowych wraz z załącznikami I i II, otwarta do podpisu w Wiedniu i w Nowym Jorku w dniu 3 marca 1980 r.[16]
- Międzynarodowa konwencja w sprawie zwalczania aktów terroryzmu jądrowego przyjęta przez Zgromadzenie Ogólne Narodów Zjednoczonych dnia 13 kwietnia 2005 r.[17]
- Układ o zasadach działalności państw w zakresie badań i użytkowania przestrzeni kosmicznej łącznie z Księżycem i innymi ciałami niebieskimi, sporządzony w Moskwie, Londynie i Waszyngtonie dnia 27 stycznia 1967 r.[18]
- Układ o nierozprzestrzenianiu broni jądrowej, sporządzony w Moskwie, Waszyngtonie i Londynie dnia 1 lipca 1968 r.[19]
- Układ o zakazie umieszczania broni jądrowej i innych rodzajów broni masowej zagłady na dnie mórz i oceanów oraz w jego podłożu, sporządzony w Moskwie, Waszyngtonie i Londynie dnia 11 lutego 1971 r.[20]
- Umowa między Stronami Traktatu Północnoatlantyckiego o współpracy w dziedzinie informacji atomowych, sporządzona w Paryżu dnia 18 czerwca 1964 r.[21]

### Organizacje międzynarodowe
Polska jest również członkiem organizacji międzynarodowych zajmujących się energią atomową. Są to:
- Międzynarodowa Agencja Energii Atomowej
  - Statut Międzynarodowej Agencji Energii Atomowej podpisany w Nowym Jorku dnia 26 października 1956 r.[22]
- Europejska Organizacja Badań Jądrowych
  - Konwencja o utworzeniu Europejskiej Organizacji Badań Jądrowych oraz Protokół finansowy stanowiący jej załącznik, sporządzone w Paryżu dnia 1 lipca 1953 r.[23]

### Uregulowania wspólnotowe
Polska, jako członek Europejskiej Wspólnoty Energii Atomowej, jest zobowiązana do przestrzegania wielu rozporządzeń i dyrektyw wspólnotowych z zakresu prawa atomowego.
Niektóre dyrektywy EWEA:
- Dyrektywa Rady 2009/7/Euratom z dnia 25 czerwca 2009 r. ustanawiająca wspólnotowe ramy bezpieczeństwa jądrowego obiektów jądrowych[24]
- Dyrektywa Rady 2011/70/Euratom z dnia 19 lipca 2011 r. ustanawiająca ramy wspólnotowe w zakresie odpowiedzialnego i bezpiecznego gospodarowania wypalonym paliwem jądrowym i odpadami promieniotwórczymi[25]
- Dyrektywa Rady 2013/59/Euratom z dnia 5 grudnia 2013 r. ustanawiająca podstawowe normy bezpieczeństwa w celu ochrony przed zagrożeniami wynikającymi z narażenia na działanie promieniowania jonizującego[26]